# Élections législatives de 1876 dans la Vienne
Les élections législatives de 1876 ont eu lieu les 20 février et 5 mars.

## Députés élus
|   | Circonscription | Député élu                             |  | Groupe parlementaire |
| - | --------------- | -------------------------------------- |  | -------------------- |
| 1 | Châtellerault   | Alfred Hérault                         |  | Centre gauche        |
| 2 | Civray          | Gusman Serph                           |  | Appel au peuple      |
| 3 | Montmorillon    | Louis-Evariste Robert de Beauchamp     |  | Appel au peuple      |
| 4 | Loudun          | Jean-Marie Georges Girard de Soubeyran |  | Appel au peuple      |
| 5 | 1re de Poitiers | Henri Salomon                          |  | Centre gauche        |
| 6 | 2e de Poitiers  | Ernest Cesbron                         |  | Appel au peuple      |

## Résultats à l'échelle du département
| Partis         | Partis                     | Premier tour | Premier tour | Sièges |
| Partis         | Partis                     | Voix         | %            | Sièges |
| -------------- | -------------------------- | ------------ | ------------ | ------ |
|                | Bonapartistes              | 39 620       | 54,75        | 4      |
|                | Républicains modérés       | 13 833       | 19,12        | 0      |
|                | Républicains conservateurs | 13 342       | 18,44        | 2      |
|                | Légitimistes               | 5 568        | 7,69         | 0      |
|                |                            |              |              |        |
| Inscrits       | Inscrits                   | 92 698       | 100,00       | 6      |
| Votants        | Votants                    | 73 302       | 79,08        |        |
| Abstentions    | Abstentions                | 19 396       | 20,92        |        |
| Blancs et nuls | Blancs et nuls             | 939          | 1,28         |        |
| Exprimés       | Exprimés                   | 72 363       | 98,72        |        |

## Résultats par arrondissement

### Arrondissement de Châtellerault
| Candidat       | Candidat       | Parti                    | Premier tour | Premier tour |
| Candidat       | Candidat       | Parti                    | Voix         | %            |
| -------------- | -------------- | ------------------------ | ------------ | ------------ |
|                | Alfred Hérault | Républicain conservateur | 7 350        | 50,92        |
|                | Raoul Treuille | Bonapartiste             | 7 083        | 49,08        |
|                |                |                          |              |              |
| Inscrits       | Inscrits       | Inscrits                 | 17 882       | 100,00       |
| Votants        | Votants        | Votants                  | 14 501       | 81,09        |
| Abstention     | Abstention     | Abstention               | 3 381        | 18,91        |
| Blancs et nuls | Blancs et nuls | Blancs et nuls           | 68           | 0,47         |
| Exprimés       | Exprimés       | Exprimés                 | 14 433       | 99,53        |

### Arrondissement de Civray
| Candidat       | Candidat          | Parti              | Premier tour | Premier tour |
| Candidat       | Candidat          | Parti              | Voix         | %            |
| -------------- | ----------------- | ------------------ | ------------ | ------------ |
|                | Gusman Serph      | Bonapartiste       | 6 718        | 62,77        |
|                | Aristide Couteaux | Républicain modéré | 3 984        | 37,23        |
|                |                   |                    |              |              |
| Inscrits       | Inscrits          | Inscrits           | 13 914       | 100,00       |
| Votants        | Votants           | Votants            | 10 800       | 77,62        |
| Abstention     | Abstention        | Abstention         | 3 114        | 22,38        |
| Blancs et nuls | Blancs et nuls    | Blancs et nuls     | 98           | 0,91         |
| Exprimés       | Exprimés          | Exprimés           | 10 702       | 99,09        |

### Arrondissement de Montmorillon
| Candidat       | Candidat                           | Parti                    | Premier tour | Premier tour |
| Candidat       | Candidat                           | Parti                    | Voix         | %            |
| -------------- | ---------------------------------- | ------------------------ | ------------ | ------------ |
|                | Louis-Evariste Robert de Beauchamp | Bonapartiste             | 10 026       | 66,78        |
|                | Jules Buteau                       | Républicain conservateur | 4 987        | 33,22        |
|                |                                    |                          |              |              |
| Inscrits       | Inscrits                           | Inscrits                 | 18 508       | 100,00       |
| Votants        | Votants                            | Votants                  | 15 087       | 81,52        |
| Abstention     | Abstention                         | Abstention               | 3 421        | 18,48        |
| Blancs et nuls | Blancs et nuls                     | Blancs et nuls           | 74           | 0,49         |
| Exprimés       | Exprimés                           | Exprimés                 | 15 013       | 99,51        |

### Arrondissement de Loudun
| Candidat       | Candidat                               | Parti              | Premier tour | Premier tour |
| Candidat       | Candidat                               | Parti              | Voix         | %            |
| -------------- | -------------------------------------- | ------------------ | ------------ | ------------ |
|                | Jean-Marie Georges Girard de Soubeyran | Bonapartiste       | 7 333        | 99,30        |
|                | Octave Camille Bérenger                | Républicain modéré | 52           | 0,70         |
|                |                                        |                    |              |              |
| Inscrits       | Inscrits                               | Inscrits           | 10 348       | 100,00       |
| Votants        | Votants                                | Votants            | 7 903        | 76,37        |
| Abstention     | Abstention                             | Abstention         | 2 445        | 23,63        |
| Blancs et nuls | Blancs et nuls                         | Blancs et nuls     | 518          | 6,55         |
| Exprimés       | Exprimés                               | Exprimés           | 7 385        | 93,45        |

### Arrondissement de Poitiers

#### 1recirconscription
| Candidat       | Candidat       | Parti                    | Premier tour | Premier tour |
| Candidat       | Candidat       | Parti                    | Voix         | %            |
| -------------- | -------------- | ------------------------ | ------------ | ------------ |
|                | Henri Salomon  | Républicain conservateur | 5 992        | 51,83        |
|                | Jean Ernoul    | Légitimiste              | 5 568        | 48,17        |
|                |                |                          |              |              |
| Inscrits       | Inscrits       | Inscrits                 | 15 247       | 100,00       |
| Votants        | Votants        | Votants                  | 11 679       | 76,60        |
| Abstention     | Abstention     | Abstention               | 3 568        | 23,40        |
| Blancs et nuls | Blancs et nuls | Blancs et nuls           | 119          | 1,02         |
| Exprimés       | Exprimés       | Exprimés                 | 11 560       | 98,98        |

#### 2ecirconscription
| Candidat       | Candidat         | Parti              | Premier tour | Premier tour |
| Candidat       | Candidat         | Parti              | Voix         | %            |
| -------------- | ---------------- | ------------------ | ------------ | ------------ |
|                | Ernest Cesbron   | Bonapartiste       | 8 460        | 63,75        |
|                | Maurice Demarçay | Républicain modéré | 4 810        | 36,25        |
|                |                  |                    |              |              |
| Inscrits       | Inscrits         | Inscrits           | 16 793       | 100,00       |
| Votants        | Votants          | Votants            | 13 332       | 79,39        |
| Abstention     | Abstention       | Abstention         | 3 461        | 20,61        |
| Blancs et nuls | Blancs et nuls   | Blancs et nuls     | 62           | 0,47         |
| Exprimés       | Exprimés         | Exprimés           | 13 270       | 99,53        |